# Intermitencja

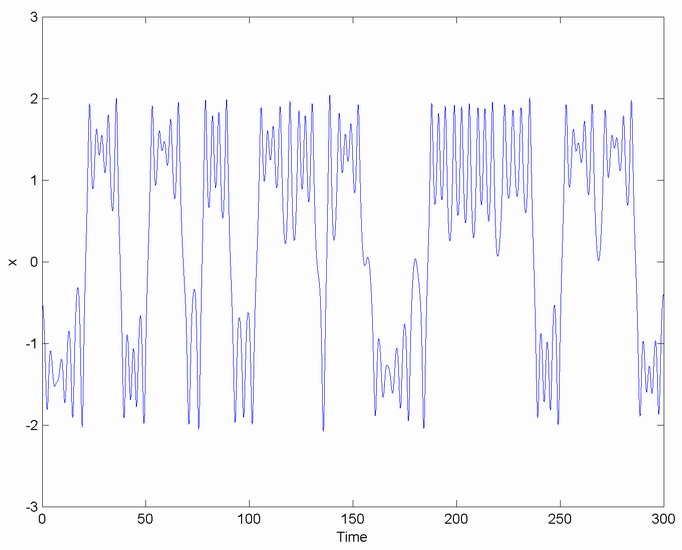
Skoki intermitencyjne pomiędzy studniami potencjału wymuszonego oscylatora Duffinga. Przykład intermitencji wywołanej kryzysem.

Intermitencja – zachowanie pewnych układów złożonych, oznaczające przełączanie układu pomiędzy dwoma typami zachowań, np. zachowaniem prawie periodycznym oraz całkowicie chaotycznym.
Tego typu intermitencja została odkryta przez Pomeau i Manneville’a w układzie Lorenza – zaobserwowali oni, że układ ten, mimo wyraźnego zachowania chaotycznego, co jakiś czas trafia w otoczenie punktu stałego, gdzie może przebywać przez bardzo długi okres, przy czym „wstrzykiwanie” w obszar będący otoczeniem tego punktu odbywa się na pozór w sposób losowy. W przypadku układu Lorenza intermitencja wywołana jest występowaniem (dla zbliżonej wartości jednego z parametrów) bifurkacji siodło-węzeł, prowadzącej do powstania stabilnego i niestabilnego punktu stałego. Poniżej punktu intermitencji żaden z tych punktów stałych nie istnieje, jednak układ „wyczuwa ich obecność”. Jest to tzw. intermitencja I rodzaju.
Oprócz niej wykryto także w układach złożonych intermitencję II rodzaju (związaną z bifurkacją Hopfa) oraz III rodzaju (związaną z odwrotną bifurakcją podwajania okresu), a ponadto bardziej złożone typy intermitencji, jak intermitencję wywołaną kryzysem (nieciągłą zmianą atraktora chaotycznego), gdzie układ przełącza się pomiędzy dwoma typami zachowań chaotycznych, lecz o różnych własnościach statystycznych, oraz intermitencję on-off, gdzie układ wiele czasu spędza w pobliżu niezmienniczej podprzestrzeni, która wcześniej utraciła swoją stabilność.